# Mimorista jamaicalis
Mimorista jamaicalis is een vlinder uit de familie van de grasmotten (Crambidae). De wetenschappelijke naam van de soort is voor het eerst gepubliceerd in 1915 door Frank Haimbach.
De spanwijdte bedraagt 36 millimeter.
De soort komt voor in Jamaica.